# Copley Square

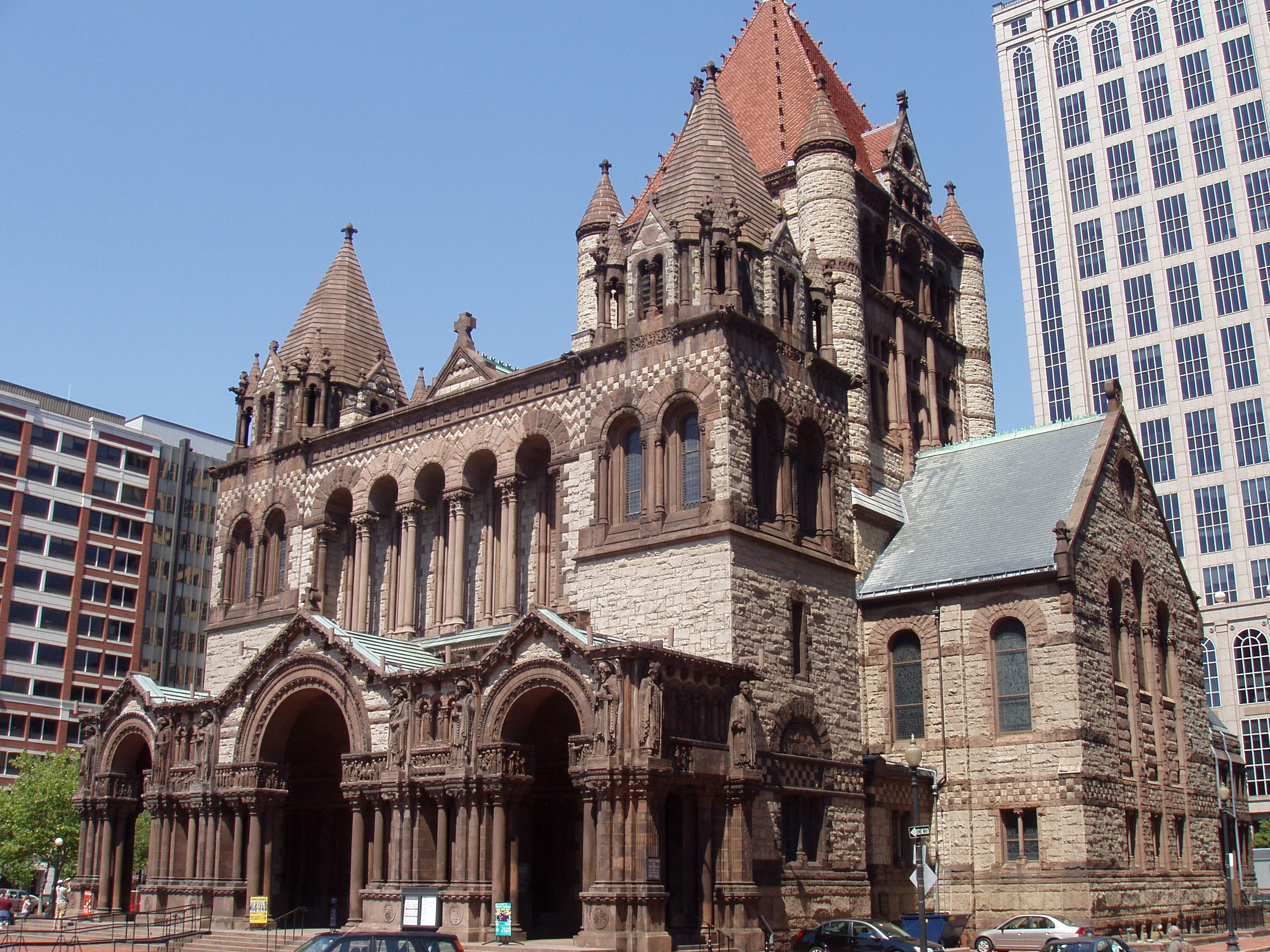
Iglesia de la Trinidad

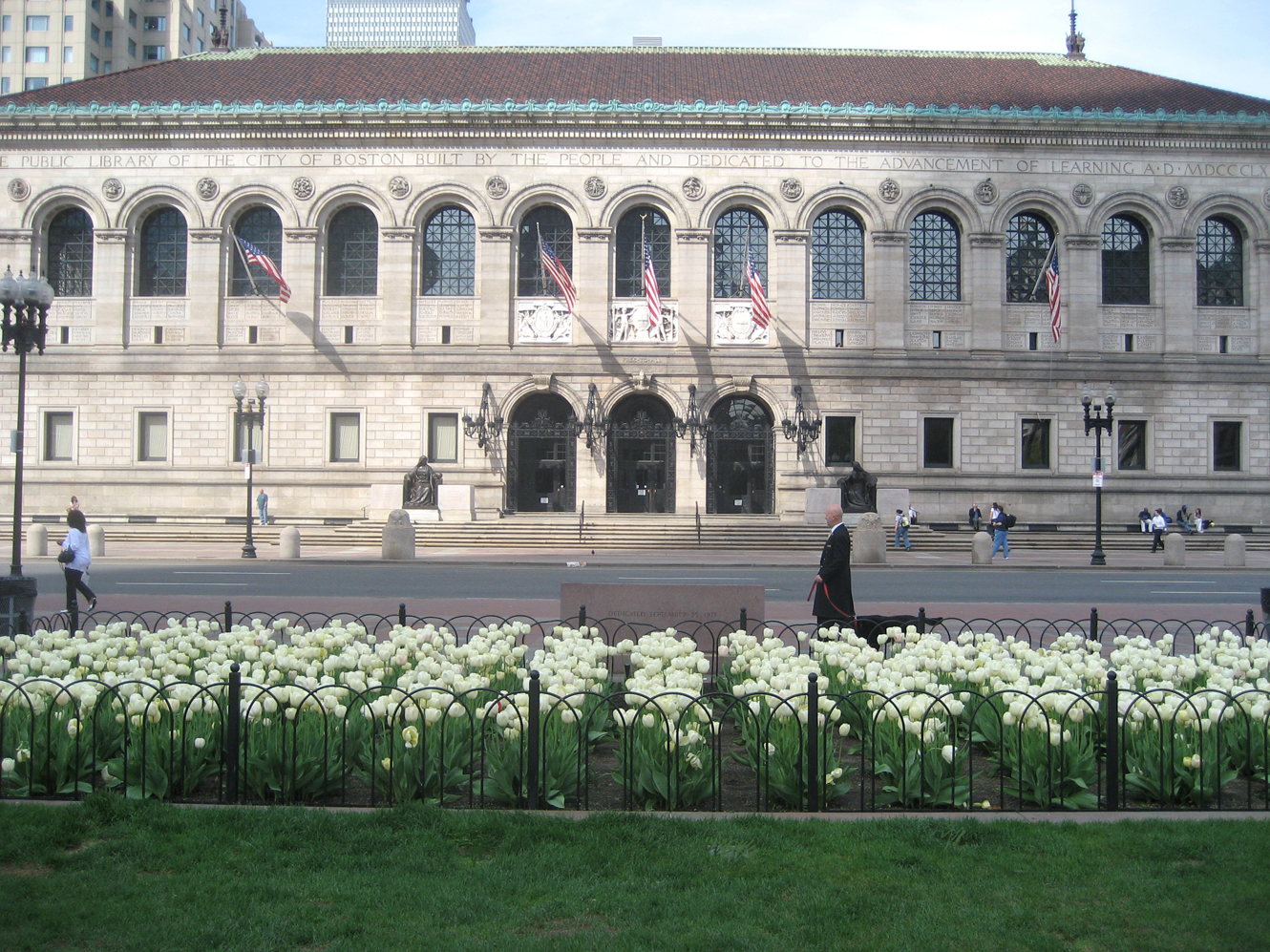
La Biblioteca Pública de Boston, el edificio McKim, vista a través de Dartmouth St. desde la Plaza.

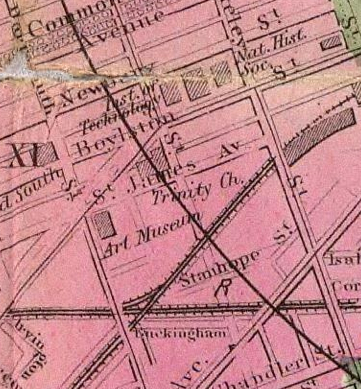
Detalle del mapa de Boston en 1888, mostrando la plaza Artes y alrededores

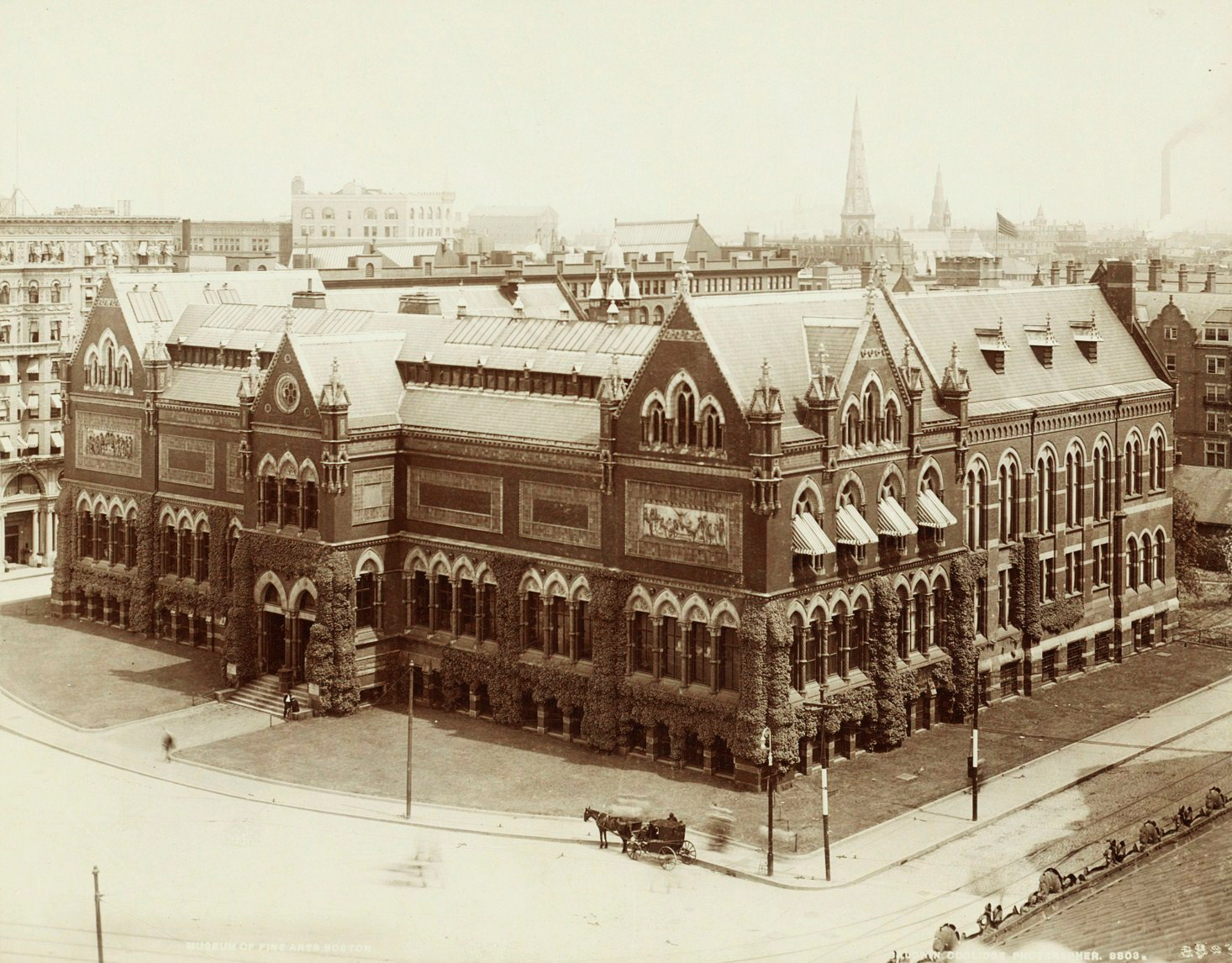
El Museo de Bellas Artes casa original (en el sitio del actual Hotel Copley Plaza).

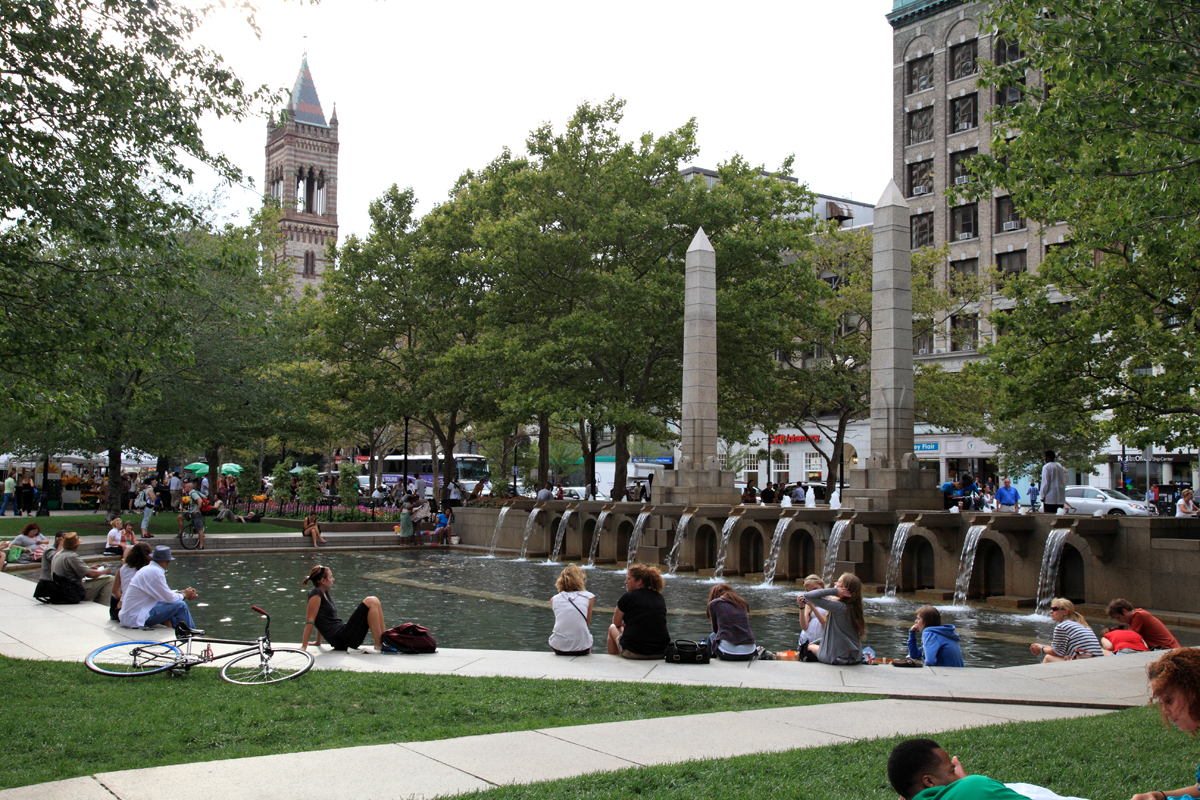
Fuente de la plaza Copley, con la torre de la Old South Church en la distancia

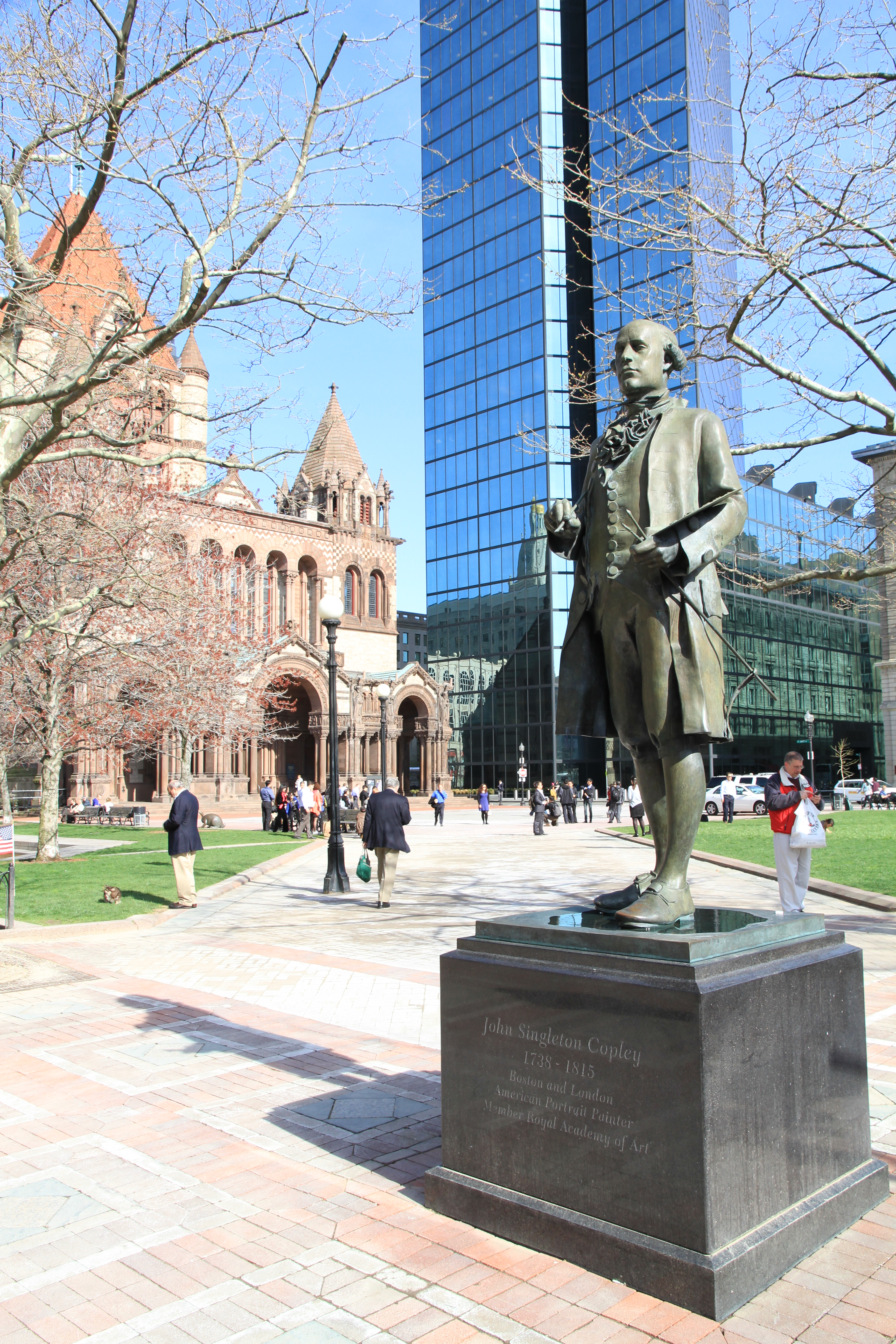
Copley Square, 2013

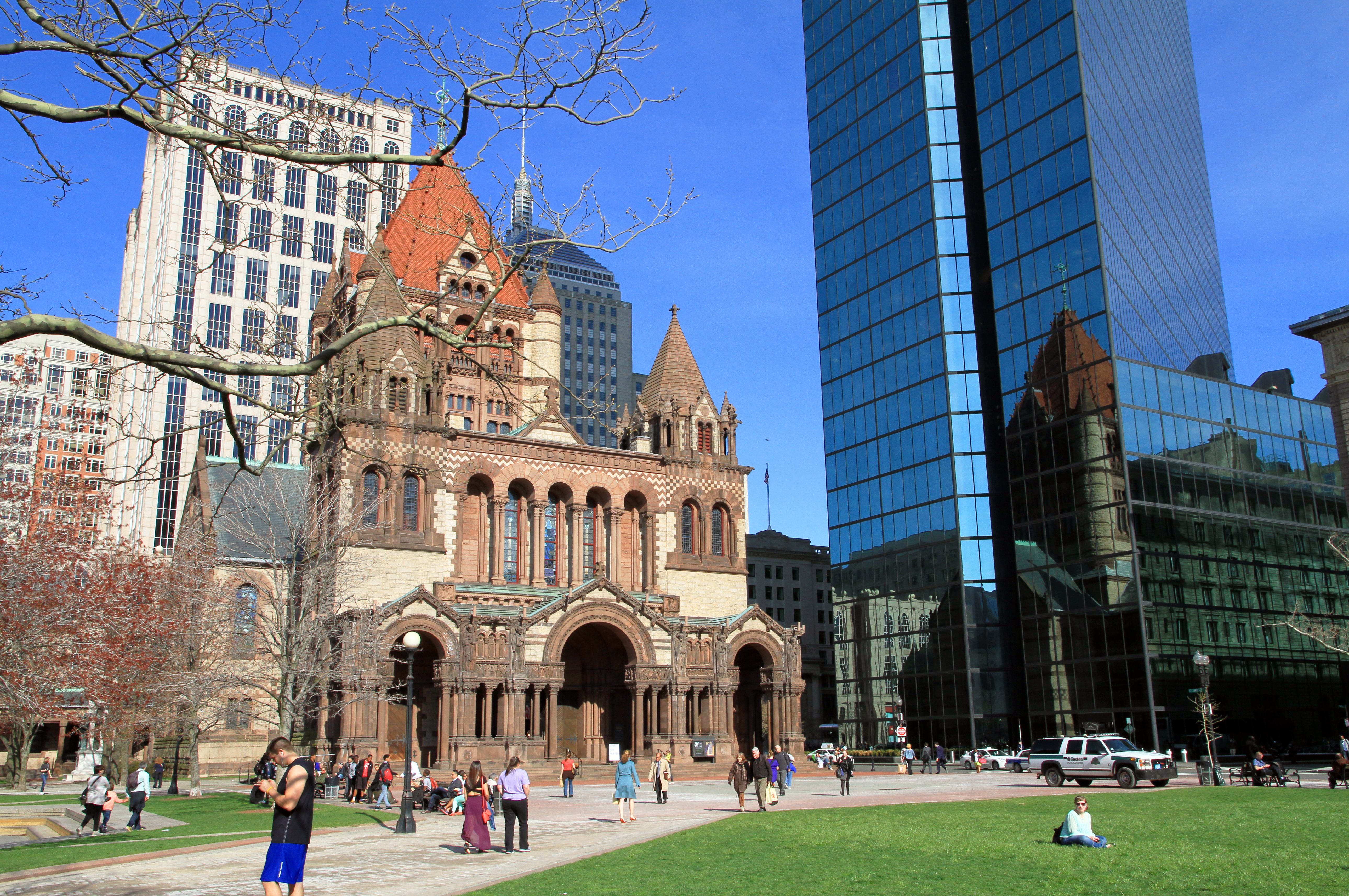
Copley Square, 2013

Copley Square, llamado así por el pintor John Singleton Copley, es una plaza pública de Boston, en el barrio de  Back Bay, delimitada por Boylston Street, y las calles Clarendon Street, St. James Avenue, y Dartmouth.

## Arquitectura
La plaza tiene un número y variedad de obras arquitectónicas importantes que se han construido allí, muchos de ellos hitos oficiales. Las estructuras prominentes que todavía están de pie incluyen:
- Vieja iglesia del sur (1873), por Charles Amos Cummings y Willard T. Sears en el estilo veneciano del renacimiento gótico.
- La iglesia de la trinidad (1877, renacimiento románico), considerado el tour de force de H. H. Richardson.
- La biblioteca pública de Boston (1895), por Charles Follen McKim en un renacimiento del estilo renacentista italiano, incorpora las obras de arte de John Singer Sargent, Edwin Austin Abbey, Daniel Chester French, y otros.
- El Fairmont Copley Plaza Hotel (1912) de Henry Janeway Hardenbergh en el estilo Beaux-Arts (en el sitio del Museo de Bellas Artes original).
- La torre de John Hancock (1976, último modernista) por Henry N. Cobb, con 241 m (790 pies) es el edificio más alto de Nueva Inglaterra.
- El Bostix Kiosk (1992, posmodernista), en la esquina de las calles Dartmouth y Boylston, por Graham Gund con inspiración de los pabellones parisinos del parque.

Entre los edificios que ya no están de pie son:
- Chauncy Pasillo Escuela (C. 1874, demolido 1908), un alto-gabled Alto Victorian edificio de escuela de ladrillo en Boylston St. cerca de Dartmouth St.
- Museo de Bellas Artes (1876, demolido en 1910) por John Hubbard Sturgis y Charles Brigham en el estilo renacimiento gótico, fue el primer museo de arte público construido específicamente en el mundo.
- S. S. Pierce Building, (1887, demolido en 1958) por S. Edwin Tobey, "ninguna obra maestra de la arquitectura, sino un gran diseño urbano, un montón de mampostería románica oscura ..."[1]

- Hotel Westminster, lugar de la trinidad, por Henry E. Cregier de Chicago en 1897.[2][3] Ahora la esquina noreste del nuevo edificio John Hancock.

## Historia
Un número notable de instituciones educativas y culturales importantes de Boston fueron situadas originalmente adyacente a (o muy cerca) la plaza de Copley, reflejando las aspiraciones de Boston del siglo XIX para ella como centro de la cultura y del progreso. Estos incluyen el Museo de Bellas Artes, el Instituto de Tecnología de Massachusetts, la Escuela de Medicina de Harvard, el Museo de Historia Natural de Nueva Inglaterra (hoy Museo de Ciencias), la Iglesia de la Trinidad, la Iglesia Nueva Vieja del Sur, la Biblioteca Pública de Boston, la Academia Americana de Artes y Ciencias, la Escuela de Arte Normal de Massachusetts (Escuela de Arte de Massachusetts), la Escuela Horace Mann para Sordos, la Universidad de Boston, el Colegio Emerson y la Universidad del Noreste.
Conocido como cuadrado del arte hasta 1883, el cuadrado de Copley fue cortado originalmente diagonalmente por la avenida de Huntington; Tomó su forma actual en 1961 cuando la avenida de Huntington fue truncada en la esquina de la calle de Dartmouth, la plaza parcialmente pavimentada, y una escultura de la fuente piramidal agregada. En 1991, después de otros cambios, incluyendo una nueva fuente, se dedicó el nuevo Copley Square Park [se necesitaba más explicación]. Los Amigos de Copley Square, sin fines de lucro, recaudan fondos para el cuidado de las plantaciones, fuentes y monumentos de la plaza.
La Maratón de Boston ha terminado en Copley Square desde 1986. Un monumento conmemorativo que celebra el correr de la carrera N° 100 (en 1996) está situado en el parque, cerca de la esquina de Boylston y de las calles de Dartmouth.

### Los atentados del maratón de Boston en 2013
El 15 de abril de 2013, alrededor de las 2:50 p. m. (unas tres horas después de que los primeros corredores cruzaron la línea), dos bombas explotaron, una cerca de la línea de meta cerca de la Biblioteca Pública de Boston y la otra unos segundos más tarde. Tres personas murieron y al menos 183 resultaron heridas, al menos 14 de las cuales perdieron miembros.

## Transporte
Copley es servido por varias formas de transporte público:
- Estación de Copley en la línea verde de MBTA
- Varias rutas de autobuses MBTA; La plaza es un importante punto de transferencia y terminal para varias rutas locales y expresas
- Logan Express al Aeropuerto Internacional de Logan
- Cerca de la estación de Back Bay para Línea Naranja MBTA, Tren de cercanías MBTA y Amtrak

Y las principales carreteras:
- Massachusetts Turnpike
- Boylston Street